# Regensburg (Schiffsname)
Regensburg ist ein traditioneller Schiffsname des Norddeutschen Lloyds:
- der neue Name der Trave (Schiff, 1928) nach Umbau und Verstärkung des Antriebs 1938
- ein nicht fertiggestelltes Schiff der Ravenstein-Klasse

Regensburg war ferner der Name von:
- Regensburg (Schiff, 1915), Kleiner Kreuzer der Kaiserlichen Marine
- Regensburg (Schiff, 1985), Fahrgastschiff der Personenschifffahrt Klinger GmbH in Regensburg